# امین عالیمرد
امین عالیمرد (۱۳۰۶–۱۳۸۲) استاد دانشگاه و دولتمرد ایرانی بود.

## دوران کودکی و جوانی تا روزنامه‌نگاری
عالیمرد در جلفا، آذربایجان شرقی در مرز ایران و اتحاد شوروی متولد شد. آموزش اودر دوران کودکی به زبان ترکی بود. در هفت سالگی پدرش که کارمند راه‌آهن بود خانواده را به تبریز منتقل نمود. عالیمرد در دبستان صائب نام‌نویسی نمود. پس از دوسال پدرش به رضائیه (ارومیه کنونی) منتقل شد وی کلاس‌های پنجم و ششم را با بازگشت پدرش به تبریز در آن شهر به پایان رسانید.
وی برای سه سال در دبیرستان مسعود سعد در محله ارامنه تبریز به تحصیل پرداخت، که مصادف با اشغال ایران از سوی قوای متفقین بود. پس از پایان کلاس نهم دبیرستان چون پدرش در روسیه تحصیل نموده بود و زبان روسی را خوب می‌دانست قوای روس او را جایگزین یک آلمانی که مسئول بندر شرفخانه در دریاچه ارومیه بود نمودند. امین عالیمرد در این هنگام به تهران آمد و در میان ده تنی بود که در دبیرستان کشاورزی کرج پذیرفته شد. پس از پایان دبیرستان برپایهٔ تعهدی‌که داده بود می‌باید به استخدام وزارت کشاورزی درمی‌آمد ولی چون وزارت کشاورزی توانائی استخدام اورا نداشت با موافقت آنها عالیمرد با حقوق‌بالاتری به استخدام راه‌آهن درآمد. در این هنگام او مقالاتی در مجلات امید و جهان نو می‌نگاشت. برخی از این نوشته‌ها ترجمه اشعار رابینرانات تاگور بود. در سال ۱۳۲۹ اوبه سردبیری مجله جهان نو برگزیده‌شد. صاحب امتیاز جهان نو حسین حجازی (پسرعمه مطیع‌الدوله حجازی) بود که عالیمرد را با نویسندگانی مانند سعید نفیسی، علی‌ دشتی و مرتضی کیوان نویسنده توده‌ای مجله سخن، آشنا نمود و کیوان او را به صادق هدایت و احمد شاملو معرفی نمود.
در ۱۳۲۹ عالیمرد با شمار دیگری از نویسندگان با همه آن که معافیت پنج‌ساله داشت به خدمت سربازی فراخوانده شد. و چون سپهبد رزم‌آرا بر آن بود تا از التهاب سیاسی ر کشور بکاهد، در دفتر دانشکده افسری از آنها تعهد گرفته شد که از نوشتن هرگونه مقاله دست بردارند.

## تحصیلات
در ۱۹ سالگی عالیمرد مادرش را از دست داده بود و این تأثیر عمیقی بر روحیه اونهاده بود. در سال ۱۳۳۲ با بورس اصل چهار ترومن برای کارمندان اداری او به دانشگاه آمریکائی بیروت پذیرفته شد. در چهارسالی که وی در بیروت برای اخذ درجه‌های لیسانس و فوق لیسانس خود در اداره امور عمومی و مطالعات سیاسی می‌گذراند او همچنان سردبیری مجله جهان نو را برعهده داشت، اگرچه دیگر توانائی آنرا نداشت که هر ۱۵ روز یک‌بار آنرا منتشر نماید و رفته رفته انتشار آن به هر ششماه یک بار کاسته شد.
در سال ۱۳۳۶ با پایان دوره فوق لیسانس عالیمرد به ایران بازگشت و در پروژه ۱۱۰ آمریکا که مربوط به اصلاحات اداری بود در نخست‌وزیری در زیر نظر وزیر مشاور اشرف احمدی مشغول به کارشد. در این سمت او طرح بودجه برنامه‌ای، حسابرسی و کوتاه نمودن مدت روند تطبیق اسناد را به صورت مدرن برای وزارت دارائی تهیه نمود.
وی همزمان در مؤسسه علوم اداری و دانشگاه حقوق به تدریس در رشته‌های علوم اداری و سازمان‌های اداری محلی پرداخت.
در این هنگام بود که او با «پرفسور شروود» استاد دانشگاه کالیفرنیای جنوبی که دربارهٔ شیوه‌های اداری شهرداری و استانداری تخقیق می‌نمود آشنا شد و او را درسفرهای تحقیقاتی‌اش به سنندج، اصفهان و شیراز همراهی نمود. چنین بود که پرفسور شروود به او پیشنهاد نمود که برای اخذ درجه دکترا به آن دانشگاه پذیرش بگیرد و خود نقش استاد راهنمای او را بر عهده گرفت
عالیمرد دکترای خود را در اداره امور عمومی از دانشگاه کالیفرنیای جنوبی در سال ۱۳۴۰ دریافت کرد.

## سمت‌ها
دکترامین عالیمرد پس از بازگشت از آمریکا سمت‌های معاون وزارت کشور (۱۳۵۳ – ۱۳۵۴) و معاون نخست‌وزیر و دبیرکل سازمان کار و امور اجتماعی (۱۳۵۴–۱۳۵۷) را بر عهده گرفت.
عالیمرد همچنین سردبیر نشریهٔ جهان نو (۱۳۴۴–۱۳۵۷) و استاد و رئیس دانشکده علوم سیاسی و اقتصاد دانشگاه ملی ایران (۱۳۴۸–۱۳۵۳) بود. عالیمرد در سال ۲۰۰۳ در ویرجینیای آمریکا درگذشت.